# Christian Friedrich Schulze
Christian Friedrich Schulze (* 1730 in Wildenhayn bei Torgau; † 1775 in Dresden)
war ein deutscher Arzt
und Naturforscher – „erst zu Wilna, hernach zu Warschau, zuletzt zu Dresden“ (Das Königreich Polen-Litauen und das Kurfürstentum Sachsen waren damals (bis 1763) unter der Herrschaft von August III.).

## Leben
Er „studierte zu Leipzig“,
verbrachte acht Jahre seines Lebens in Litauen und war Mitglied der Leipziger Ökonomischen Societät.
Eine Zeitlang stand er im Dienst des Kammerherrn Carl Siegismund von Nimptsch.

## Werk und Nachwirkung
Schulze war ein typischer Naturbewunderer des 18. Jahrhunderts, der noch in mehreren Gebieten forschen konnte und Grundlagen für die nachfolgenden spezialisierten Naturwissenschaftler legte.
Er veröffentlichte sehr viele spezielle naturbeschreibende Aufsätze, aber auch einige zur Interpretation und Systematisierung.
Der Name Pechstein für ein Vulkangestein bei Meißen wird ihm zugeschrieben.
In der Sitzung der Dresdner ISIS-Gesellschaft vom 3. Februar 1881 stellt Oberlehrer C. A. Wobst ein von Schulze stammendes Manuskript vor, würdigt es als die „ältesten Nachrichten“ über die Flora Dresdens und seiner Umgebung und veröffentlicht es in dem Vereinsjournal unter diesem Titel.
Auch Schulzes archäologische Beiträge wurden später zitiert.

## Veröffentlichungen (Auswahl)
- Epistola de sicca corporum animalium conservatione. Leipzig 1751 (?)[2]
- Kurze Nachricht einiger besonderer Zufälle, sowohl einheimischer als anderer Kranckheiten, welche in dem Königreich Pohlen, insonderheit aber in dem Gros-Herzogthum Lithauen pflegen wahrgenommen zu werden. Dresden 1754 (10254617 im VD 18.)
- Kurtze Betrachtung derer versteinerten Höltzer … Dresden und Leipzig, 1754. Zusammenfassung in: Hamburgisches Magazin, 1755, S. 354–359,
- Kurze Betrachtung der Kräuterabdrücke im Steinreiche … Dresden, 1754[2] Zusammenfassung in: Hamburgisches Magazin, 1755, S. 360–365
- Einige Versuche, welche mit verschiedenen Sächsischen Erdarten an einem Hoesischen parabolischen Brennspiegel angestellet worden. Dresden 1755 (10586733 im VD 18.)
- Kurze Nachricht von einem bey Schieritz, ohnweit Meißen, gefundenen großen Knochen. in: Hamburgisches Magazin, 1755, S. 300–302
- Kurze physikalische Betrachtung der Erdbeben... Dresden, 1756
- laut Projekt: Zeitschriften der Aufklärung (Bielefeld) 3 mit Schulze unterschriebene Artikel im Hamburgischen Magazin 1756 und 5 Artikel im Hamburgischen Magazin 1757
- Zufällige Gedanken über den Ursprung und die Nutzung der bey Dresden befindlichen Steinkohlen. Dresden 1759 (10531637 im VD 18.)
- Kurze Betrachtung der lettenartigen Steinverhärtungen. In: Neue Gesellschaftliche Erzählungen für die Liebhaber der Naturlehre, der Haushaltungswissenschaft, der Arzneykunst und der Sitten. Band 2, 1759, S. 265–269
  - Nachdruck in: Neues Hamburgisches Magazin. Band 116, Leipzig 1780, S. 137 ff.
- 9 mit Schulze, 2 mit Schultze, 11  mit S. unterschriebene und wahrscheinlich noch anonyme Beiträge im Dresdnischen Magazin von 1759 bis 1765 (online Uni Göttingen), z. B. Kurze Nachricht von dem so genannten Petrefactenberge ohnweit Dresden. In: Dresdnisches Magazin, 1760, S. 73–78 (kreidefossilien.de)
- Betrachtung der versteinerten Seesterne und ihrer Theile. Warschau / Dresden 1760 (kreidefossilien.de)
- Muthmaßliche Gedanken, in wie weit der mond einen Einfluß in unsere Witterungsveränderungen haben könne. In: Neue Gesellschaftliche Erzählungen, Band 4, 1762, S. 65–68
- Zufällige Gedanken über den Nutzen der Steinkohlen und des Torfes, auf den wirthschaftlichen Brennstädten. Friedrichstadt 1764 (12341061 im VD 18.)
- Samuel Kretzschmars, der Artzneygelahrtheit Doctors, und Churfürstl. Sächß. bestallten Hofmedici, auch Amts- und Landphysici, Beschreibung der in Dreßden ohnlängst erzeugten Martyniæ Annvæ, Villosæ, nebst einer Abhandlung, worinnen der Nutzen gezeiget wird, den die Kräuterlehre der Artzneykunst leistet, und einem Anhange, welcher die Vortheile erkläret, die man von einem Kräutergarten, in den wirthschaftlichen Gewerben, zu gewarten hat. Friedrichstadt 1764
- Nachricht von den an verschiedenen Orten in Sachsen gefundenen Todtentöpfen und andern heydnischen Alterthümern. Friedrichstadt 1767 (10202110 im VD 18.)
- Nachricht vom Böhmischen Bitterwasser, und dessen Salze. Friedrichstadt 1767 (10586725 im VD 18.)
- Kurze Betrachtung der zinkhaltigen Mineralien, und derselben vornehmsten Produkte. In: Neues Hamburgisches Magazin, 1767, S. 250–275
- Muthmaßliche Gedanken über den Ursprung der Gebürge und Flötze, und der in denselben befindlichen Erden, Steine und Versteinerungen. Abgefaßt von Christian Friedrich Schulzen, Med. Baccal. In: Neues Hamburgisches Magazin, 1769, S. 3–80
- laut Projekt: Zeitschriften der Aufklärung (Bielefeld) 3 weitere mit Schulze unterschriebene Artikel im Neuen Hamburgischen Magazin 1769
- Nachricht von dem ohnweit Dresden befindlichen Zschonengrunde, von den darinnen vorhandenen Seltenheiten der Natur. (mit Landkarte u. Illustr.) in: Neues Hamburgisches Magazin, 1770, S. 3–75 (Schulze) (Digitalisat in der Google-Buchsuche)
- Vom Radeberger Mineralwasser. Dresden, 1770
- Nachricht von den bey Zöblitz und an andern Orten in Sachsen befindlichen Serpentinarten. Dresden, 1771
- in den Schriften der Leipziger Ökonomischen Gesellschaft: Von der Sächsischen Cochenille. 1771 und Betrachtung der brennbaren Materialien ... 1777[2]
- Nachricht von verschiedenen in der dresdnischen Gegend befindlichen Kräutergewächsen. in: Neues Hamburgisches Magazin, 1773, S. 496–513
- laut Projekt: Zeitschriften der Aufklärung (Bielefeld) im Neuen Hamburgischen Magazin 4 Beiträge im Jahr 1771, 3 im Jahr 1772, 2 im Jahr 1774
- Zufällige Gedanken über einige Ursachen, welche in die Veränderung des Wetters einen Einfluß haben können. in: Neues Hamburgisches Magazin, 1775, S. 159–168

Übersetzungen:
- Auszug aus D. Johann Adam Külbels Abhandlung über die Frage: worinnen die eigentliche Ursache der Fruchtbarkeit verschiedener Erden bestehe. in: Hamburgisches Magazin, 1755, S. 435–447 (aus dem Frz.)
- Auszug eines Sendschreibens … von der verschiedenen Geschwindigkeit des Schalles. Della diversa velocita del suono in Venezia 1746 in: Hamburgisches Magazin, 1756, S. 476–485 (aus dem Italienischen (?), laut Projekt: Zeitschriften der Aufklärung (Bielefeld))
- Von dem Nutzen, welchen die Naturwissenschaft der Oeconomie verschaffet. Aus dem Nouvelliste oeconomique et litteraire. in: Hamburgisches Magazin, 1756, S. 531–550 (aus dem Frz., unterschrieben mit S * *.)
- Auszug eines Schreibens ..., worinnen von der daselbst gewöhnlichen Einpfropfung der Kinderblattern Nachricht ertheilet wird. In: Hamburgisches Magazin, 1757, S. 99–107 (aus dem Engl.)
- Hrn. Bourgelat, Generaldirektors der Vieharzneyschule … zu Lyon. Leipzig, 1766[2]
- Nachricht von einem neu entdeckten Bleyerze. in: Neues Hamburgisches Magazin, 1767, S. 336–348 (aus dem Lat., „Sendschreiben“ von Petersburg nach Paris)